# Canzoniere del Lazio
Il Canzoniere del Lazio è stato un gruppo folk italiano attivo negli anni settanta, ricordato soprattutto per le ricerche nel patrimonio folkloristico prima laziale, poi italiano e quindi mediterraneo. Il percorso del gruppo e dei suoi membri si incrocia più volte con alcuni esponenti del cosiddetto folk revival, come Mauro Pagani e Demetrio Stratos.

## Storia
Il gruppo nasce a Roma nel 1972 con l'intento di operare come collettivo di ricerca e riproposta della musica di tradizione popolare, attraverso un grande lavoro di ricerca e documentazione politica su materiali provenienti dall'ambiente proletario e contadino, a stretto contatto con il Nuovo Canzoniere Italiano e in collaborazione con Alessandro Portelli, studioso e ricercatore, cresciuto nell'ambiente dell'Istituto Ernesto de Martino.
Inizialmente il Canzoniere del Lazio venne costituito da Piero Brega, voce solista, Francesco Giannattasio, organetto e percussioni, Sara Modigliani, voce e flauto e Carlo Siliotto, violino, chitarra e mandolino. Il gruppo pubblica il primo disco nel 1973 Quando nascesti tune, risultato di una forte coerenza con gli stili e le forme originarie della canzone di tradizione folklorica. 
E un disco "svolta" dal punto di vista teorico, perché la sua nascita coincide con il momento più acceso del dibattito in corso nel folk revival fra "ricercatori" e "musicisti". I primi sostengono l'utilizzazione dei materiali “etnici” in una soluzione che non ne tradisca l'origine e lo stile, viceversa un'ampia schiera di musicisti sostiene l'utilizzazione di quei materiali a fini aggregativi e politici, recuperando così l'originaria funzione della musica di tradizione popolare, mezzo efficace per riuscire a costruire occasioni di incontri pubblici, festivi e politici.
Il disco del 1974, Lassa sta' la me creatura, include elementi rock e jazz e mostra il lato più sperimentale della band, enfatizzato ancor di più nel successivo Spirito bono, dove trova spazio la chitarra elettrica di Peter Kaukonen (già collaboratore dei Jefferson Airplane) che produce anche il disco.
Queste produzioni sanciscono la rottura fra i ricercatori ortodossi e i musicisti “innovatori”, ma contribuiscono ad animare una sperimentazione realizzata con strumenti tradizionali insieme a quelli elettrici e l'improvvisazione diventa elemento base per la ricerca di nuove sonorità ed equilibri fra mondi musicali molto diversi, come il rock, il jazz, la musica contemporanea, la musica etnica.
Dopo importanti cambi di organico (fra cui l'ingresso di Clara Murtas) e diversi tour con tappe internazionali, il gruppo produce nel 1977 Miradas, con forti influenze africane, Italien LP registrato a Berlino durante il Festival Rote Lieder 1977 e Morra (1978) con tre lunghe suite.
Il progetto ha continuato ad esistere dopo il 1978, anno dello scioglimento ufficiale, nel gruppo dei Carnascialia gruppo che prende il nome di antiche feste pagane da cui trae origine il carnevale. Il progetto è opera di Pasquale Minieri e Giorgio Vivaldi e produce un disco a cui collabora tutta la crema dei musicisti attivi nel rock e folk revival più sperimentale di fine anni Settanta: Demetrio Stratos, Mauro Pagani, Piero Brega, Carlo Siliotto, Maurizio Giammarco, Clara Murtas, Walter Calloni, Danilo Rea. Carnascialia è il punto di approdo delle idee musicali del Canzoniere del Lazio e si apre ancora più a ogni influenza, realizzando una musica di fusione mediterranea dove trovano spazio la sperimentazione e i linguaggi della tradizione anticipando alcuni temi che saranno poi ripresi dalla world-music.

## Formazione
- Piero Brega - voce, chitarra (1972-1976)
- Sara Modigliani - voce, flauto (1972-1974)
- Carlo Siliotto - violino, chitarra, mandolino (1972-1978)
- Francesco Giannattasio - organetto, percussioni, voce (1972-1976)
- Luigi Cinque - sax (1974-1976)
- Gianni Nebbiosi - sax (1974-1975)
- Pasquale Minieri - basso, chitarra, mandolino (1974-1978)
- Giorgio Vivaldi - percussioni, Putipù (1974-1978)
- Piero Avallone - batteria, percussioni, voce (1975-1978)
- Clara Murtas - voce, percussioni (1976-1978)
- Maurizio Giammarco - sax, flauto, pianoforte, percussioni (1977-1978)
- Marcello Vento - batteria, percussioni, voce (1977-1978)

## Discografia
- 1973 - Quando nascesti tune - Dischi del Sole (DS 1030/32)
- 1974 - Lassa sta' la me creatura - Intingo (ITGL 14003)
- 1976 - Spirito bono - Intingo (ITGL 14006)
- 1977 - Canzoniere del Lazio - Italien - Amiga (8-45142) Berlin DDR
- 1977 - Miradas - Cramps (CRSLP 5351)
- 1978 - Morra - Intingo (ITLM 14503)